# ポツダム命令
ポツダム命令（ポツダムめいれい）とは、いわゆるポツダム緊急勅令に基づいて発せられた一群の命令の総称である。いわゆるポツダム勅令やポツダム政令は、ポツダム命令の一種である。

## ポツダム緊急勅令

### 概説
ポツダム緊急勅令とは、大日本帝国憲法第8条第1項の「法律に代わる勅令」に関する規定に基づき昭和20年（1945年）9月20日に公布・同日施行された「ポツダム」宣言ノ受諾ニ伴ヒ発スル命令ニ関スル件（昭和20年勅令第542号）の通称である。ポツダム緊急勅令という用語は、法令上は使用されていないが、閣議決定のレベルを含む公文書で使用されている。
「ポツダム」宣言ノ受諾ニ伴ヒ発スル命令ニ関スル件（昭和20年勅令第542号）において、日本国政府はポツダム宣言の受諾に伴う連合国軍最高司令官の要求事項に基づき、特に必要ある場合は命令をもって所要を定め、必要な罰則を設けるとしている。敗戦後の日本国内における連合国軍最高司令官の法的根拠と日本国政府を介した間接的な執行権限を示している。

### 法律に代わる
「法律に代わる」という規定はないが、「所定の定め｣は、法律事項（帝国議会がその成立に関与すべきことになる）に及び、法律自体の改廃可能でもあった。日本の降伏文書に定められた“ポツダム宣言の履行と、そのために必要な命令を発しまた措置を取る”実施のものであるためのものである。
連合国軍による日本占領は、日本の政府機関を温存・利用する間接統治によったため、連合国軍最高司令官の要求事項の実施のために国内法の措置が必要な場合、どうするかが問題になる。
ポツダム緊急命令と同趣旨の法律案が準備された段階もあったが、政府は、9月2日に正式に通知された連合国軍最高司令官の指令第1号及びこれに添付された一般命令第1号が、その本体が「政府及び軍を当面の対象とし、直接国民に対する命令をなすものではないということ、及びこの指令の関係ではとくに立法措置をとらなくても行政の運用によりその要求に応じえる」との判断をし、聯合国最高司令官ノ要求ニ係ル一般命令ノ実施ニ関スル件として9月2日の閣議決定で必要な状況が生じた場合は、緊急勅令の制定等所要の立法措置を講じるものとする、とされた。しかし、その決定後まもなく、9月6日付けで「法貨に関する覚書」が発せられ、占領軍の発行する「Ｂ」号円表示軍票に国内通貨と同一の通用力を認めよとの要求がされ、これに対する政府の対応が遅れたため更に12日付で督促が、あり大蔵省はとりあえず9月16日に大蔵省声明を発し、これをびらに印刷したものを郵便局、駅、銀行、市町村等で掲示し、更に法的措置としてポツダム緊急勅令の制定となった。2日後の9月29日には「聯合國占領軍ノ發行スル「Ｂ」號圓表示補助通貨ノ件」（昭和20年大蔵省令第79号を公布施行して占領軍の要求に応じた。
以後占領終了までの6年7月間に500件（正確な数については下記の記述（どの法令がポツダム命令であるか）を参照）を越すポツダム命令が制定されることになる。

## ポツダム命令

### 連合国軍最高司令官の要求
連合国軍による日本占領は、日本の政府機関を温存・利用する間接統治によったが、連合国軍最高司令官の要求事項は指令・覚書（command、memorandum）の形で政府に伝えられ、政府は命令の形にして国民と政府機関に伝えた。

### ポツダム命令の効力
ポツダム命令の多くは、昭和27年（1952年）4月28日の日本国との平和条約（いわゆるサンフランシスコ講和条約）の発効に伴い、ポツダム緊急勅令とともに、または暫定措置として発効の日から180日間限りで廃止されたが、新たに代替の法律が制定されたものや法律としての効力を有するとの存続措置がとられたものもある。
なお、大日本帝国憲法下においては、憲法第8条に基づく勅令（緊急勅令＝法律に代わる勅令）と、第9条に基づく勅令（普通の勅令）があった。いずれも法令番号としては単に「勅令第何号」とされたため、通常、どちらであるのか見分けるには公布時の上諭まで参照しなければ判別できないが、このポツダム緊急勅令は前者であり、また、公布後に当時の帝国議会の承諾（1945年12月8日貴族院、同18日衆議院、ともに全会一致）を得ているため、その法令番号区分にかかわらず、旧憲法下の法律としての効力を有するものとされている（昭和23年9月6日付け官報掲載の法務総裁説明（閣議決定）参照）。
前述のようにポツダム命令の根拠となるポツダム緊急勅令は、法律としての効力を有するものとされ、従ってこれに基くポツダム命令も、日本国憲法の施行及び日本国憲法施行の際現に効力を有する命令の規定の効力等に関する法律により失効することはないとされた（昭和22年法律第72号）（昭和23年9月6日付け官報掲載の法務総裁説明（閣議決定）参照）。
また、日本国憲法施行の際現に効力を有する命令の規定の効力等に関する法律については、昭和22年1月29日に公布された（同日施行）昭和二十二年法律第七十二号日本国憲法施行の際現に効力を有する命令の規定の効力等に関する法律の一部を改正する法律（昭和22年法律第244号）により第１条の２が追加され、日本国憲法施行の際現に効力を有する命令の規定の効力等に関する法律の規定が、ポツダム命令の規定に影響を及ぼさない旨が確認された。

### ポツダム命令による罰則
ポツダム緊急勅令では、第二次世界大戦後、連合国軍の占領下にあった日本で、連合国軍最高司令官の発する要求事項の実施につき特に必要がある場合には、命令を以って、政府は所定の定めをし、必要な罰則を定めることができるとした。

### 最初のポツダム命令と最後のポツダム命令
最初のポツダム命令は、命令の根拠となるポツダム緊急勅令の公布施行の2日後の昭和20年9月22日公布、同日施行された
- 昭和20年大蔵省令第79号（聯合國占領軍ノ發行スル「Ｂ」號圓表示補助通貨ノ件）。

最後に制定されたポツダム命令は、昭和27年4月26日公布、同日施行された
- 航空機の出入国等に関する政令等の一部を改正する政令(昭和27年4月26日政令第113号)

であり、平和条約発効（昭和27年4月28日）に伴いポツダム緊急勅令が廃止される2日前であった。

### ポツダム命令の方式
ポツダム緊急命令と同日制定された昭和二十年勅令第五百四十二号（「ポツダム」宣言ノ受諾ニ伴ヒ発スル命令ニ関スル件）施行ニ関スル件（昭和20年勅令第543号）により、その形式は勅令（いわゆるポツダム勅令）・閣令・省令の3種とされ、また閣令・省令に規定できる罰則の限度も定められた。
この施行に関する件は、ポツダム緊急勅令の施行命令の性格であり、これ自体はポツダム命令ではない。立案当時、連合国軍最高司令官又はその代表者の要求が直接地方庁に対してなされ、府県令などの地方庁の命令の制定を要する事態が危惧されたが、これは好ましくないことからポツダム緊急勅令は、万一にそなえて広く「命令」としておき、一方普通の勅令（施行に関する件）をもって差し当たりその必要に従い命令の種類を勅令・閣令・省令のみに限定することし、罰則の限度も定めることとした。。最終的に地方庁の命令がポツダム命令とされることはなかった。
なお、昭和22年（1947年）5月3日の日本国憲法施行により、勅令、閣令という法形式は廃止されたが、昭和20年勅令第543号は、改正されず関係法令の規定で次のように読み替えるものとされた。
1. 勅令は、政令と読み替える。日本国憲法施行の際現に効力を有する勅令の規定の効力等に関する政令（昭和22年政令第14号）第2項による読み替え。
2. 閣令は、総理庁令と読み替える。日本国憲法施行の際現に効力を有する勅令の規定の効力等に関する政令（昭和22年政令第14号）第2項による読み替え。
3. さらに総理庁令は、総理府設置後は、総理府令と読み替える。総理府設置法（昭和24年法律第127号）附則第5項による読み替え。

また司法省廃止後、法務庁が設置され、さらに1949年（昭和24年）6月1日に法務府となった。それぞれの時期に法務庁令、法務府令が制定されたが、ポツダム命令との関連では、法務庁令、法務庁令によりポツダム命令が制定できるかについては、後に法制局長官となる佐藤達夫が「法務府令に対する読みかえの読み替えはちょっと見当たらない。」とするくらいあやふなところがあるものの、ポツダム命令として法務庁令が6本（単独4本、他省との共同命令4本）、法務府令5本（単独1本、他省との共同命令4本）が制定されている。
閣令・省令については、昭和20年9月22日の閣議了解「昭和二十年勅令第五百四十二号（「ポツダム」宣言ノ受諾ニ伴ヒ発スル命令ニ関スル件）ニ基ク閣令及省令ノ件」により閣議了解を事前（緊急の場合は事後報告）に行うとされた。
前述のようにポツダム命令の根拠となるポツダム緊急勅令は、法令番号としては通常の勅令と同じ番号付けをされ公布時の上諭まで参照しなければ判別できないが、これはポツダム命令一般についても同様であり、法令番号において通常の命令とポツダム命令は区別されておらず、上諭（勅令の場合）制定文（政令、省令等）に「昭和二十年勅令第五百四十二号ポツダム宣言の受諾に伴い発する命令に関する件に基」という文言があるかどうかを確認しないと判別できない。
更に一部改正の場合はこの文言を欠く事例がある。例えば死産の届出に関する規程は、昭和21年厚生省令第42号として制定された際は「昭和二十年勅令第五百四十二号（「ポツダム｣宣言ノ受諾ニ伴ヒ命令ヲ発スル件）に基づき死産の届出に関する規程を次のように定める」とあったが、昭和22年2月1日厚生省令第4号による改正では「昭和二十一年九月厚生省令第四十二号（死産の届出に関する規程）の一部を次のように改正する」となっている。被改正法令がポツダム命令であるかないかを確認するしかない。
なお、公布の際にこの文言を欠いていた重要物資在庫緊急調査令（昭和23年3月27日政令第65号）について最高裁判所大法廷は「罰則を設けた政令を公布するに当つてその根拠を示さなかつたとしても、それだけでは直ちにそ
の政令を無効であるとする二一とはできない。その効力如何は、罰則を設けることができる実質上の根拠があつたかどうかによるのである」として「本件政令第六五号は、その実質において「昭和二〇年勅令第五四二号ボツダム宣言の受諾に伴い発する命令に関する件」に基くものである」と判示し、形式的にポツダム宣言の受諾に伴い発する命令に関する件に基く旨の制定文がなくてもポツダム命令であることがあると認めている。

### ポツダム命令の役割
ポツダム命令により定められた事項は多岐にわたる。占領初期には「非軍事化・民主化」政策の推進という役割を果たしたが、占領後期には占領政策の転換（逆コース）に伴い、労働運動や社会主義運動の取締りの役割を果たして行くようになる。「治安維持法廃止等ノ件（昭和20年勅令第575号）」、「政治犯人等ノ資格回復ニ関スル件（昭和20年勅令第730号）」や「公職に関する就職禁止、退職等に関する勅令（昭和22年勅令第1号）」（いわゆる公職追放令）は前者とされるが、公職追放令は占領初期の旧軍人の追放が占領終期には解除がされる一方、共産党中央委員の追放に適用されるなどポツダム命令自体は変わらなくてもその適用対象が変化するものもあった。後者の例としては、「団体等規正令（昭和24年政令第64号）」や「昭和二十三年七月二十二日附内閣総理大臣宛連合国最高司令官書簡に基く臨時措置に関する政令（昭和23年政令第201号）」（いわゆる政令201号）や「占領目的阻害行為処罰令（昭和25年政令325号）」などがあるが、やはり占領目的阻害行為処罰令のようにその処罰対象が、占領軍の指令に反する行為であり、その指令が転換するとともに実際の適用対象が変化していくこととなっていた。

### ポツダム命令の数
ポツダム命令の総数は、526件である。

## 制定における混乱
ポツダム命令は、連合国軍の急な要求により制定されたため、法令の公布においても混乱が多く見られた。現在確実に確認できるだけでも次のものがある。

### 二度公布されたポツダム命令
前述の日本證券取引所法中改正ノ件（昭和20年11月25日大蔵省令第100号）は、当初は11月26日付けの官報第5662号で公布する予定であったが、急遽11月25日付け官報号外で公布された。そのため26日の官報の取り消しが間に合わず、11月26日の官報でも同じ内容（省令番号も同じ第100号）が11月26日付けで公布され、同じものが2回公布されてしまった。翌11月27日付け官報で11月26日のほうは取り消されている。
同様に航海ノ制限等ニ関スル件（昭和20年11月25日運輸省令第40号）も同様に11月25日付け官報号外と11月26日の官報で重複公布され11月27日付け官報で11月26日のほうが取り消しとなっている。

### 二度廃止された法令
軍事郵便物ニ関スル件（明治37年勅令第19号）は、同じ昭和21年11月22日に公布施行された
昭和二十年勅令第五百四十二号ポツダム宣言の受諾に伴ひ発する命令に関する件に基く船舶保護法の廃止等に関する勅令（昭和21年勅令第562号）と
昭和二十年勅令第五百四十二号ポツダム宣言の受諾に伴い発する命令に関する件に基く軍用電気通信法等を廃止する勅令（昭和21年勅令第564号）
の両方で廃止とされていた（なお表記はいずれも明治三十七年勅令第十九号）。昭和22年3月13日付け官報第6047号80ページで官報の訂正がされ勅令第564号から削られた。勅令第564号の御署名原本では明治三十七年勅令第十九号が線で抹消されている。

### 日遅れ官報　公布の日は法的にいつになるのか
昭和二十三年七月二十二日附内閣総理大臣宛連合國最高司令官書簡に基く臨時措置に関する政令（昭和23年政令第201号）
この政令は、昭和23年7月31日付け官報で公布され、公布の日から施行されたことになっている。しかし、実際には8月2日に印刷発送されており、7月31日の行為を処罰できないとする最高裁判決がある。

### 件名の改正と反映しない処理
昭和21年12月14日に制定された昭和21年厚生省令、運輸省令、内務省令第1号は、題名を有しないので、制定文を要約した件名が「労働ニ関スル団体ノ主要役職員ヘノ就職禁止等ニ関スル件」とされた。この省令（ポツダム命令）は、昭和22年1月18日に昭和22年厚生省令、運輸省令、内務省令第1号で改正された。このときの改正文に
件名中「主要役職員」を「役職員」に改める。
とあった。本来件名は正式に付されていないため、内容の変更があればそれにより件名も変更になって特に改正はされないので、件名の改正というのは異例のことである。なお、改正内容としては、追放対象者は「労働に関する団体の主要役職員の職に就くことが出来ない」とあった規定のうち、主要役職員を役職員に改めるものであるため、件名の改正も内容は妥当であるといえる。
さらにこの省令は、昭和22年3月14日に昭和22年厚生省令、運輸省令、内務省令第2号で改正されたが、このときは「昭和二十一年厚生省、運輸省、内務省令第一号を改正する」として件名を引用しなかった。
そしてポツダム宣言の受諾に伴い発する命令に関する件に基く労働省関係諸命令の廃止に関する法律（昭和27年法律第75号）では、労働に関する団体の主要役職員への就職禁止等に関する件（昭和二十一年厚生、運輸、内務省令第一号）を廃止すると規定し、件名の改正を無視した形になっている。

## 現在も効力を有する「ポツダム命令」
現在もいくつかのポツダム命令が、法律としての効力を持って存続している。これらは、法令番号は制定時のものがそのまま付されることになっている（つまり法律としての効力をもっていても政令第○○号のように表記する）ので注意が必要となる。
ポツダム命令は、ポツダム宣言の受諾に伴い発する命令に関する件の廃止に関する法律により別に法律で廃止又は存続に関する措置がされない場合、平和条約発効から180日間、法律としての効力があったものでありその後、政令や省令として効力を存続させたものはない。
平和条約発効から180日間を経過した時点で、ポツダム宣言の受諾に伴い発する命令に関する件に基く大蔵省関係諸命令の措置に関する法律等により、法律としての効力を有するものとされたものは55件である。
更にその後に廃止等がされたもの、また実効性喪失若しくは罰則関係の経過措置のみのものを除き現行法令とされているのは次の22件である。
- ポツダム宣言の受諾に伴い発する命令に関する件に基く賠償庁関係諸命令の措置に関する法律（昭和27年法律第16号）によるもの
  - 朝鮮総督府交通局共済組合の本邦内にある財産の整理に関する政令（昭和26年政令第40号）
- ポツダム宣言の受諾に伴い発する命令に関する件に基く大蔵省関係諸命令の措置に関する法律（昭和27年法律第43号）によるもの
  - 閉鎖機関令（昭和22年勅令第74号）
  - 閉鎖機関に関する債権の時効等の特例に関する政令（昭和23年勅令第264号）
  - 旧日本占領地域に本店を有する会社の本邦内にある財産の整理に関する政令（昭和24年政令第291号）
  - 国外居住外国人等に対する債務の弁済のためにする供託の特例に関する政令（昭和25年政令第22号）
  - 閉鎖機関の引当財産の管理に関する政令（昭和25年政令第369号） ※存続措置当時の題名は「特定在外活動閉鎖機関等の引当財産の管理に関する政令」
  - 特別調達資金設置令（昭和26年政令第205号）
  - 外貨債処理法等ノ廃止及外国為替管理法等中改正ノ件（昭和20年大蔵省令第101号）附則第2項及び第4項
- ポツダム宣言の受諾に伴い発する命令に関する件に基く運輸省関係諸命令の措置に関する法律（昭和27年法律第72号）によるもの
  - 航海ノ制限等ニ関スル件（昭和20年運輸省令第40号）
- ポツダム宣言の受諾に伴い発する命令に関する件に基く文部省関係諸命令の措置に関する法律（昭和27年法律第86号）によるもの
  - 学校施設の確保に関する政令（昭和24年政令第34号）
- ポツダム宣言の受諾に伴い発する命令に関する件に基く経済安定本部関係諸命令の措置に関する法律(昭和27年法律第88号)によるもの
  - 物価統制令（昭和21年勅令第118号）
  - 外国政府の不動産に関する権利の取得に関する政令（昭和24年政令第311号）
- ポツダム宣言の受諾に伴い発する命令に関する件に基く連合国財産及びドイツ財産関係諸命令の措置に関する法律(昭和27年法律第95号)によるもの
  - 連合国財産上の家屋等の譲渡等に関する政令（昭和23年政令第298号）
  - 連合国財産である株式の回復に関する政令（昭和24年政令第310号）
  - ドイツ財産管理令（昭和25年政令第252号）
  - 連合国財産の返還等に関する政令（昭和26年政令第6号）

- ポツダム宣言の受諾に伴い発する命令に関する件に基く厚生省関係諸命令の措置に関する法律（昭和27年法律第120号）によるもの
  - 陸軍刑法を廃止する等の政令（昭和22年政令第52号）
  - 死産の届出に関する規程（昭和21年厚生省令第42号）

- ポツダム宣言の受諾に伴い発する命令に関する件に基く外務省関係諸命令の措置に関する法律（昭和27年法律第126号）によるもの
  - 出入国管理及び難民認定法（昭和26年政令第319号） ※存続措置当時の題名は「出入国管理令」

- ポツダム宣言の受諾に伴い発する命令に関する件に基く法務府関係諸命令の措置に関する法律（昭和27年法律第137号）によるもの
  - 政治犯人等ノ資格回復ニ関スル件（昭和20年勅令第730号）
  - 沖縄関係事務整理に伴う戸籍、恩給等の特別措置に関する政令（昭和23年政令第306号）
  - 会社等臨時措置法等を廃止する政令（昭和23年政令第402号）附則第5条、第7条及び第9条

## 廃止又は存続に関する措置がされず失効した命令
ポツダム宣言の受諾に伴い発する命令に関する件の廃止に関する法律により別に法律で廃止又は存続に関する措置がされない場合、平和条約発効から180日間、法律としての効力を有し180日を経過した日を以て効力を失うものとされたが、この規定により失効したポツダム命令は以下の17件である。
- 退職手当金、年金其他此等に準すべき利益の給付の制限に関する件（昭和21年勅令第116号）
- 町内会、部落会又はその連合会等に関する解散、就職禁止その他の行為の制限に関する政令（昭和22年政令第15号）
- 特殊用途機械の破壊に関する政令（昭和22年政令第244号）
- 賠償充当設備等撤去令（昭和22年政令第318号）
- 昭和二十三年七月二十二日附内閣総理大臣宛連合国最高司令官書簡に基く臨時措置に関する政令（昭和23年政令第201号）
- 電話加入権の取扱及び電話の譲渡禁止等に関する政令（昭和24年政令第48号）
- 船舶運航令（昭和25年政令第48号）
- 電気事業再編成令（昭和25年政令第342号）
- 公益事業令（昭和25年政令第343号）
- 鹿児島県大島郡十島村の区域に適用されるべき法令の暫定措置に関する政令（昭和26年政令第360号）
- 兵器、航空機等ノ生産制限ニ関スル件（昭和20年商工省文部省農林省運輸省令第1号）
- 財団法人大日本武徳会の解散等に関する件（昭和21年内務省令第45号）
- 財団法人武蔵住宅協会等の解散に関する件（昭和21年内務省令第52号）
- 工場、事業場等の管理に関する件（昭和21年商工省文部省令第1号）
- 造船関係の工場、事業場等の管理に関する件（昭和21年運輸省令第32号）
- 指定施設等の使用制限に関する件（昭和22年商工省文部省農林省運輸省厚生省令第1号）
- 財団法人協助会の解散等に関する件（昭和23年総理府厚生省令第1号）

## 関係法文

### 「ポツダム」宣言ノ受諾ニ伴ヒ発スル命令ニ関スル件
（昭和20年9月20日 勅令第542号）
- 政府ハ「ポツダム」宣言ノ受諾ニ伴ヒ聯合国最高司令官ノ為ス要求ニ係ル事項ヲ実施スル為特ニ必要アル場合ニ於テハ命令ヲ以テ所要ノ定ヲ為シ及必要ナル罰則ヲ設クルコトヲ得
- 附 則

本令ハ公布ノ日ヨリ之ヲ施行ス

### 昭和二十年勅令第五百四十二号施行ニ関スル件
（昭和20年9月20日 勅令第543号）
- 昭和二十年勅令第五百四十二号ニ於テ命令トハ勅令、閣令又ハ省令トス
- 前項ノ閣令及省令ニ規定スルコトヲ得ル罰ハ三年以下ノ懲役又ハ禁錮、五千円以下ノ罰金、科料及拘留トス
- 附 則

本令ハ公布ノ日ヨリ之ヲ施行ス

### 日本国憲法施行の際現に効力を有する命令の規定の効力等に関する法律（抄）
（昭和22年法律第72号）
- 第一条 日本国憲法施行の際現に効力を有する命令の規定で、法律を以て規定すべき事項を規定するものは、昭和二十二年十二月三十一日まで、法律と同一の効力を有するものとする。
- 第一条の二 前条の規定は、昭和二十年勅令第五百四十二号（ポツダム宣言の受諾に伴い発する命令に関する件）に基き発せられた命令の効力に影響を及ぼすものではない。

### ポツダム宣言の受諾に伴い発する命令に関する件の廃止に関する法律
（昭和27年法律第81号）
1. ポツダム宣言の受諾に伴い発する命令に関する件（昭和二十年勅令第五百四十二号。以下「勅令第五百四十二号」という。）は、廃止する。
2. 勅令第五百四十二号に基く命令は、別に法律で廃止又は存続に関する措置がなされない場合においては、この法律施行の日から起算して百八十日間に限り、法律としての効力を有するものとする。
3. この法律は、勅令第五百四十二号に基く命令により法律若しくは命令を廃止し、又はこれらの一部を改正した効果に影響を及ぼすものではない。

- 附 則

1. この法律は、日本国との平和条約の最初の効力発生の日から施行する。
2. この法律施行のための経過的規定その他この法律の施行に関し必要な事項は、政令で定める。

### ポツダム宣言の受諾に伴い発する命令に関する件施行に関する件を廃止する政令
（昭和27年4月27日 政令第120号）
- 内閣は、ポツダム宣言の受諾に伴い発する命令に関する件（昭和二十年勅令第五百四十二号）の廃止に伴い、この政令を制定する。
- ポツダム宣言の受諾に伴い発する命令に関する件施行に関する件（昭和二十年勅令第五百四十三号）は、廃止する。
- 附 則

この政令は、公布の日から施行する。